# Liste der Monuments historiques in Chérisey
Die Liste der Monuments historiques in Chérisey führt die Monuments historiques in der französischen Gemeinde Chérisey auf.

## Liste der Bauwerke
| Bezeichnung             | Beschreibung                                                | Standort              | Kennzeichnung | Schutzstatus | Datum | Bild           |
| ----------------------- | ----------------------------------------------------------- | --------------------- | ------------- | ------------ | ----- | -------------- |
| Herrschaftliche Kapelle | aus dem 12. Jahrhundert                                     | Rue Principale (Lage) | PA00106747    | Inscrit      | 1988  | weitere Bilder |
| Château de Chérisey     | Schloss, ab 1615; mit Taubenturm, Orangerie und Eingangstor | Rue Principale (Lage) | PA00106748    | Inscrit      | 1986  |                |

## Liste der Objekte
| Bezeichnung              | Beschreibung                                           | Standort                           | Kennzeichnung | Schutzstatus | Datum | Bild |
| ------------------------ | ------------------------------------------------------ | ---------------------------------- | ------------- | ------------ | ----- | ---- |
| Skulptur Heilige Barbara | Kalkstein, farbig gefasst, Anfang des 16. Jahrhunderts | in der Kirche St-Barthélémy (Lage) | PM57000047    | Classé       | 1984  |      |
| Pietà                    | Kalkstein, farbig gefasst, um 1500                     | in der Kirche St-Barthélémy (Lage) | PM57000048    | Classé       | 1984  |      |